# دونا وايت
دونا وايت (بالإنجليزية: Donna White)‏ هي لاعبة غولف أمريكية، ولدت في 7 أبريل 1954 في كينستون في الولايات المتحدة.

## وصلات خارجية
- دونا وايت على موقع رابطة لاعبات الغولف المحترفات (الإنجليزية)